# Notocelia culminana
Notocelia culminana es una especie de polilla del género Notocelia, tribu Eucosmini, familia Tortricidae. Fue descrita científicamente por Walsingham en 1879.
La longitud de las alas anteriores es de 6-9 milímetros. Se distribuye por América del Norte: Estados Unidos.